# Peter McLaughlin

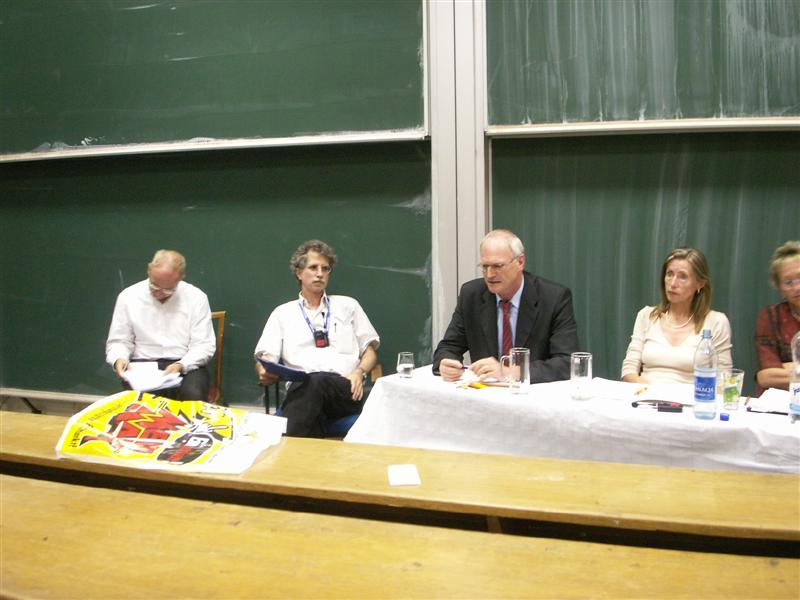
Peter McLaughlin (Zweiter von links)

Peter McLaughlin (* 1951) ist ein amerikanischer Professor für Philosophie mit näherer Ausrichtung auf Wissenschaftstheorie und Wissenschaftsgeschichte sowie Geschichte der Philosophie in der frühen Neuzeit.
Nach dem Studium der Ethologie, Philosophie und Wissenschaftsgeschichte an der University of Pennsylvania und an der Freien Universität Berlin – wo er 1986 promovierte (Dr. phil.) – wurde er im selben Jahr Lecturer an der Universität Tel Aviv. 1987 war er als Postdoc an der Hebräischen Universität Jerusalem tätig. Zwischen 1988 und 1989 Fellow am Wissenschaftskolleg zu Berlin, war er bis 1999 wissenschaftlicher Mitarbeiter an der Universität Konstanz. Unterdessen – 1995 bis 1996 – hatte er eine Gastprofessur an der Johns Hopkins University in Baltimore inne. 1998 erfolgte die Habilitation in Konstanz.
Nachdem Peter McLaughlin zwischen 2000 und 2003 wissenschaftlicher Mitarbeiter am Max-Planck-Institut für Wissenschaftsgeschichte in Berlin war, hatte er seit 2003 eine Professur am Philosophischen Seminar der Universität Heidelberg inne. 2023 wurde er emeritiert.